# 이인성 (배우)
이인성(1996년 7월 28일 ~ )은 대한민국의 배우이다.

## 학력
- 동명초등학교
- 국립전통예술중학교
- 국립전통예술고등학교

## 연기 활동

### 드라마
- 2003년 SBS TV 일일드라마 《흥부네 박터졌네》 ... 영우 역
- 2004년 SBS TV 대하드라마 《장길산》 ... 묘옥의 어린시절 동생 역
- 2005년 SBS TV 특별기획 《봄날》 ... 윤숙의 아들 역
- 2005년 MBC TV 주간시트콤 《안녕, 프란체스카》 ... 인성 역
- 2006년 KBS 2TV 월화드라마 《봄의 왈츠》 ... 이강구 역
- 2007년 KBS 2TV 일요아침드라마 《최강 울엄마》 ... 최건 역
- 2007년 MBC TV 창사 46주년 특별기획드라마 《이산》 ... 어린 정후겸 역
- 2008년 MBC TV 특별기획 주말드라마 《내 생애 마지막 스캔들》 ... 장훈 역
- 2012년 JTBC 미니시리즈 《러브 어게인》 ... 서민재 역
- 2013년 MBC 월화특별기획 《불의 여신 정이》 ... 어린 임해군 역

### 영화
- 2005년 《역전의 명수》 ... 은행 아이 역
- 2005년 《파송송 계란탁》 ... 서인권 역
- 2006년 《모노폴리》 ... 부쳐 보이 역
- 2009년 《유감스러운 도시》 ... 광섭 아들, 인성 역(특별출연)
- 2013년 《전설의 주먹》 ... 수빈학교 일진짱 역

더빙
- 2006년 《밤비 2》 ... 덤퍼 목소리 역

### 방송
- 2006년 MBC TV 뽀뽀뽀 MC